# Conciergerie

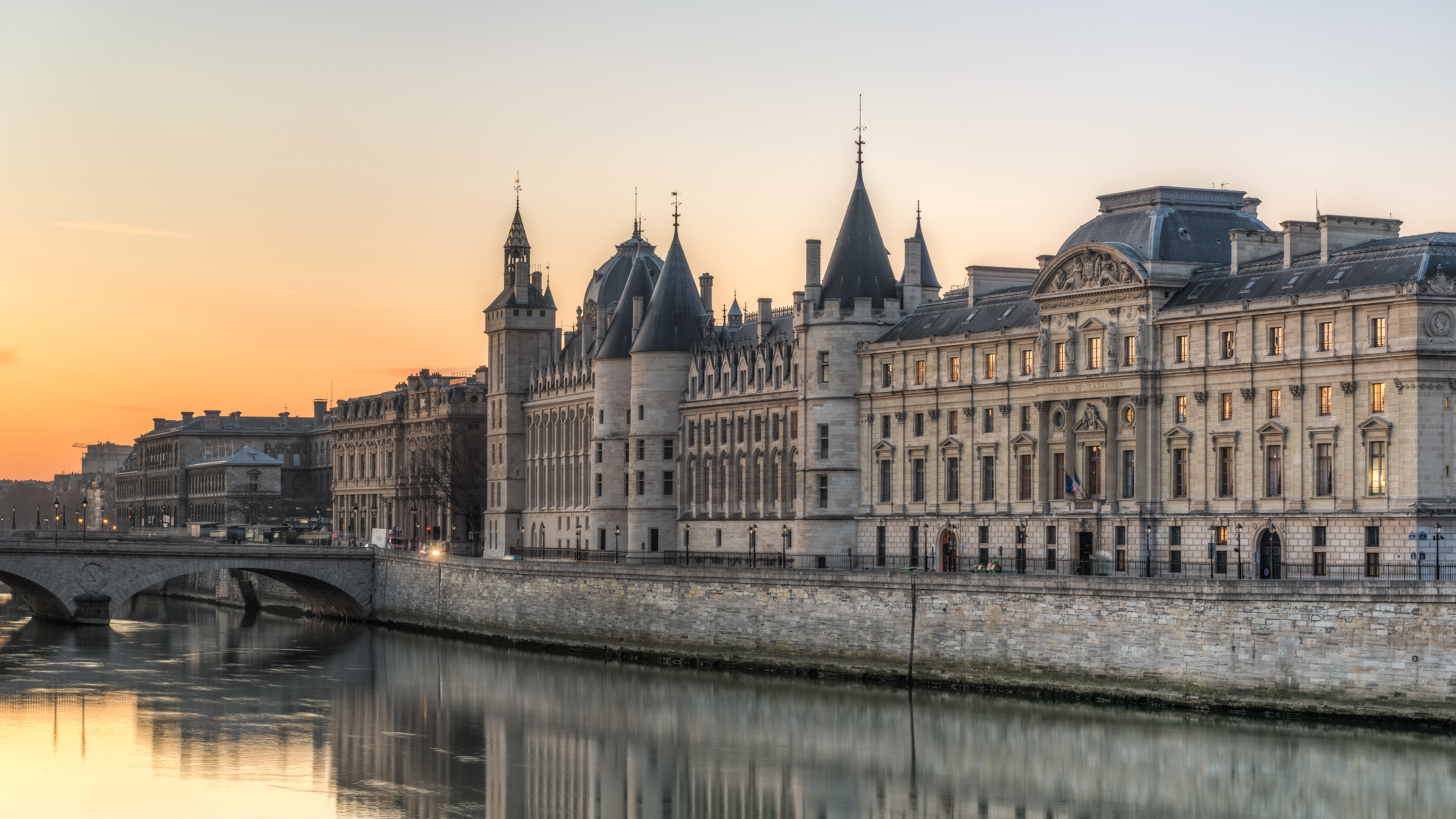
La Conciergerie

La Conciergerie va ser la presó annexa als tribunals de justícia que formava part del palau reial dels reis de França situat en una illa del riu Sena, Île de la Cité, a París. Es va construir al segle xiii per allotjar els detinguts abans de ser jutjats. Durant la Revolució van col·locar centenars de presos, entre els quals hi va estar la reina Maria Antonieta. Actualment és un museu d'història.

## Creació
Va ser Felip II qui va modernitzar l'administració i justícia afegint sales per a aquestes funcions al palau reial que hi havia a París, en una illa enmig del Sena. Aquest rei va crear el càrrec de Concierge, un administrador general que, en la seva absència s'encarregaria del palau i estaria supervisant l'actuació de tots els altres funcionaris, també els relacionats amb la justícia.
Els primers reis de la dinastia Valois van continuar habitant i fent reformes al palau durant el segle xiv fins que Carles V va traslladar el seu lloc de residència a la riba dreta del riu, al palau del Louvre; però les sales administratives del palau reial van continuar en funcionament, en una d'elles es reunia el parlament. El 1391 es van fer ampliacions per a fer més cel·les de detinguts. Entre aquests detinguts podien haver delinqüents comuns i també presos polítics. Com era habitual en aquells temps, el tracte depenia de la riquesa i posició social del detingut. Els rics acostumaven a tenir cel·les individuals amb llit, una taula i material per llegir o escriure; altres menys adinerats només es podien pagar un simple llit en unes cel·les anomenades en francès pistoles; i els més pobres només tenien un feix de palla per dormir i estaven en les cel·les amb menys llum i higiene, compartides amb altres presos, anomenades oubliettes (els llocs oblidats).
D'aquesta part del palau se'n conserven tres torres: La Torre Cèsar, la més propera als habitatges reials; la Torre de la Plata on estava la tresoreria i la Torre Bonbec que era on es feien les tortures per fer confessar els detinguts.

## Durant la Revolució i el Terror

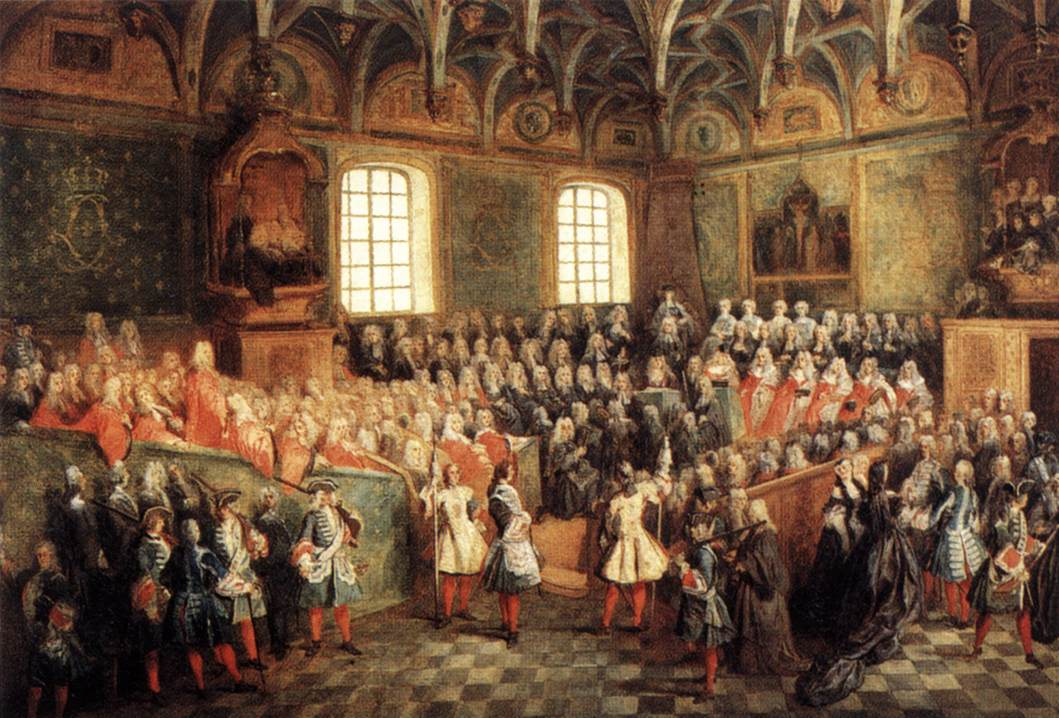
Parlament de París reunit a la Conciergerie, pintura de Nicolas Lancret.

Aquest edifici va tenir un paper destacat en els fets de la Revolució Francesa. El maig del 1788, els nobles, que acostumaven a reunir-se a la Grand Salle de la Conciergerie com a organisme anomenat Parlament, es van negar a permetre una investigació sobre un dels seus membres.
El juliol del 1789, després de l'assalt de la Bastilla a mans dels ciutadans, el poder decisori va passar a un nou organisme l'Assemblea Constituent. El 1790 el primer alcalde electiu de París, Jean Sylvain Bailly, va clausurar definitivament les sales del Parlament. La Revolució va prendre un gir més radical l'agost del 1792, quan el govern de la Comuna va prendre el rei detingut. Al setembre, els sans-culottes van massacrar 1.300 presos en quatre dies, molts dels quals estaven a la Conciergerie, que van ser executats un el pati de l'edifici anomenat Cour des Femmes.
El nou govern revolucionari que va seguir, anomenat Convenció Nacional estava format per dues faccions: els més moderats eren els girondins i els més radicals els montagnards, amb Robespierre al capdavant. El 10 de març del 1793, la Convenció, ignorant l'oposició dels girondins, va instaurar el Tribunal Revolucionari, que va tenir la seu a la Conciergerie, ocupant la Grand Salle, on anteriorment es reunia el Parlament que va ser rebatejada Sala de la Llibertat. Aquest tribunal estava dirigit per Fouquier-Tinville, acompanyat per un jurat de dotze membres. Robespierre va presentar una nova llei que la Convenció va aprovar, segons la qual els detinguts quedaven privats de tots els drets, no es podia apel·lar a les decisions del tribunal i les sentències de mort s'executarien el mateix dia.

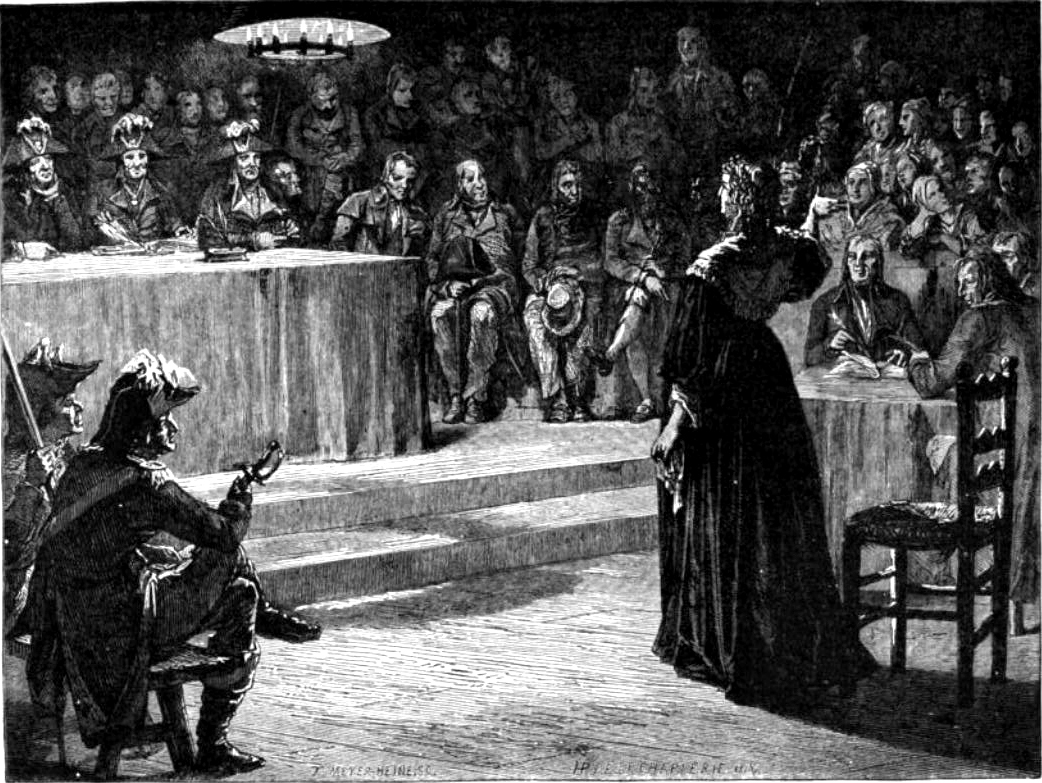
El judici de Maria Antonieta, gravat d'Hippolyte de la Charlerie.

Una de les primeres en ser jutjada va ser la reina Maria Antoineta, que portava empresonada dos mesos i mig després de l'execució del seu marit. El judici i l'execució van ser el 16 d'octubre del 1793. El dia 24, vint girondins van ser jutjats acusats de conspiració contra la unitat de la nova república i executats immediatament. Entre els personatges coneguts que van passar per aquest tribunal hi ha: Felip Igualtat, cosí del rei; Bailly, el primer alcalde e París escollit democràticament; Madame du Barry, una concubina del pare del darrer rei, Lluís XV; el poeta André Chénier; Camille Desmoulins, periodista revolucionari; Jean-Paul Marat metge i polític; Emmanuel de Saint-Just, president de l'Assemblea Nacional, i el químic Antoine Lavoisier.
Pel juliol del 1794 hi havia una mitjana de trenta-vuit presos jutjats al dia; va ser l'època anomenada el Terror. De mica en mica l'opinió sobre Robespierre va anar canviant i finalment ell va ser acusat d'acaparar el poder com a dictador. Va ser arrestat el 28 de juliol del 1794, quan intentava suïcidar-se amb una pistola; el van portar a la infermeria de la Conciergerie, poques hores després el van jutjar i executar. El cap del tribunal, Fouquier-Tinville, també fou arrestat i, després de nou mesos empresonat, va ser guillotinat el 9 de maig del 1795. El Tribunal Revolucionari fou abolit el 7 de maig del 1795, havia sentenciat a mort 2.780 persones en 718 dies.

## Delseglexixa l'actualitat
Els tribunals de justícia de França van continuar funcionant en les sales adjacents a la Conciergerie i aquesta va continuar fent de presó. Durant el Consolat de Napoleó Bonaparte, el rebel Georges Cadoudal va estar empresonat aquí fins a la seva execució el 1804. Després de la caiguda en desgràcia de Napoleó, un dels seus generals, el mariscal Michel Ney, va estar empresonat i jutjat el 1815; també hi va estar el nebot de Napoleó, Lluís, per haver atemptat contra el rei Lluís Felip I. Els anarquistes Giuseppe Fieschi i Felice Orsini, que també van atemptar contra el rei Lluís Felip i contra Napoleó III respectivament, van estar empresonats, i un altre famós anarquista, Ravachol, executat el 1892.
En els darrers dies de la Comuna, els soldats van calar foc al palau reial i a altres edificis de París. Anys després, l'arquitecte Antoine-Marie Peyrie, a petició del rei Lluís XVIII, va restaurar la volta del sostre del saló medieval de la Concergierie i, va construir una capella en la cel·la que havia ocupat Maria Antonieta. Entre el 1820 i el 1828, va renovar la façana que donava al Sena, entre la Torre del Rellotge i la Tore Bonbec. El 1836, es va fer una nova entrada, entre la Torre de la Plata i la Torre Cèsar. La Conciergerie va ser declarat monument històric nacional el 1862, i algunes sales van quedar obertes al públic des del 1914. Va seguir servint com a presó fins al 1934. Actualment és un museu annex al Palau de Justícia de París, encara en funcionament.